# Досеанисты
Досеанисты (исп. Doceañista; «либералы 1812 года») — название, под которым позже были известны испанские либералы, участвовавшие в Кадисских кортесах, разработавших и утвердивших Конституцию 1812 года, отсюда и их название. В течение «свободного трёхлетия» (1820—1823) большинство из них заняло более консервативные позиции, поэтому слово doceañista (в переводе с исп. — «двенадцатилетний») стало синонимом принадлежности к «умеренным» («модерадос»), либерально-консервативной партии революции 1820 года, наиболее видными лидерами которой были либералы 1812 года (граф де Торено, Агустин Аргуэльес, Диего Муньос Торреро). Также их называли «умеренная фракция» (исп. fracción templada). Их оппонентов, либералов—эксальтадос также называли «двадцатилетними» (исп. veinteañistas), чтобы отличать их от более умеренных «двенадцатилетних».
Испанский история Армандо Сероло Дуран считает, что либерализм «досеанистов» положил начало современному испанскому конституционализму.

## Идеология
Говоря о «либерализме двенадцатого года», историк Ивана Фраске отмечает, что «очевидно, что прилагательное, сопровождающее этот либерализм, относится к моменту и историческому контексту, которые мы определяем, 1812 году и Кадисским кортесам, но прежде всего, либеральная идеология, которая утверждается и торжествует в самой Конституции, одобренной в том году. Очевидно, что выражение «doceañista» появилось после момента торжества этого либерализма и указывает на контраст с другим типом либерализма, типом либерализма двадцатых годов, более радикального знака. Это не означает, что докеанистский либерализм не был революционным; это было потому, что в то время концепция кортесов Кадиса преобладала над католической и консервативной концепцией свободы».
Но та же Фраске предупреждает, что после восстановления Конституции в 1820 году большинство «либералов 1812 года» посчитали, что «пришло время остановить глубокие изменения и медленно, но верно реформировать институты и политическую практику, не пытаясь вовлечь в них всё общество, но оставив бразды правления нацией тем, кто действительно к этому готов. Трансформацию можно было осуществить «сверху». Пришло также время попытаться восстановить отношения с короной, превратив её в власть, гораздо менее подчинённую законодательному органу, чем то, что санкционировано Конституцией. Таким же образом предполагалось достичь взаимопонимания с привилегированными классами, которых непосредственно затронули налоговая и религиозная реформы. Таким образом, досеанистский либерализм сместился к позициям, которые исключали демократический путь и которые позже стали зародышем «модерантизма». «Либералы двенадцатого года поняли тогда, что Конституция предполагала завоевания демократического радикализма, и выбрали реформистский путь, который также будет пытаться преодолеть абсолютизм», — заключает Фраске. Таким образом, «сложились две одинаково либеральные линии в идее преодоления старого режима, но разные по методологии ее достижения: «либерализм двенадцатого года» и «либерализм двадцатого года», который впоследствии разделится на «умеренный» («модерадос») и «восторженный» («эксальтадос»), а позже консервативный и прогрессивный».
«Досеанисты» были сторонниками национального суверенитета, умеренной (конституционной) монархии и верховенства закона, противниками божественного права королей и в большинстве своём отвергали якобинизм.

## История
Партия «досеанистов» («либералов 1812 года») начала формироваться в 1808 году во время Война за независимость Испании 1808–1814 годов и просуществовала до 1834 года, когда партия была реорганизована в Умеренную («модерадос») в связи с началом Первой карлистской войны, вынудившей королеву-мать Марию Кристину фактически передать власть в руки премьер-министра Франсиско Мартинеса де ла Роса, поддерживавшего «модерадос» и издавшего в апреле того же года так называемый Королевский статут, ставший политической программой новой партии.
«Досеанисты» сформировали правительства первого этапа «свободного трёхлетия» под «председательством» Эваристо Переса де Кастро, Эусебио Бардахи Азара, Хосе Габриэля де Сильва-Базана и Франсиско Мартинеса де ла Роса. В августе 1822 года они были отстранены от власти более радикальными «эксальтадос». Как «досеанисты», так и «эксальтадос» были объектом политических репрессий во время так называемого «Зловещего десятилетия» (1823—1833), и многие отправились в изгнание.
В последние годы правления короля Фернандо VII «досеанисты» сблизились с умеренно настроенной частью двора, сторонниками его дочери Изабеллы, противостоявшими младшему брату короля, Карлоса Марии Исидро (сторонника старого порядка и абсолютизма); многие были амнистированы в 1832 году и вернулись в Испанию. После смерти короля большинство бывших «досеанистов» поддержали регентство королевы-матери Марии Кристины и в конечном итоге сформировали Умеренную партию, организованную Франсиско Мартинесом де ла Росой в 1834 году, которая во время правления Изабеллы II оспаривала власть с Прогрессистской партией (наследницей «эксальтадос»).

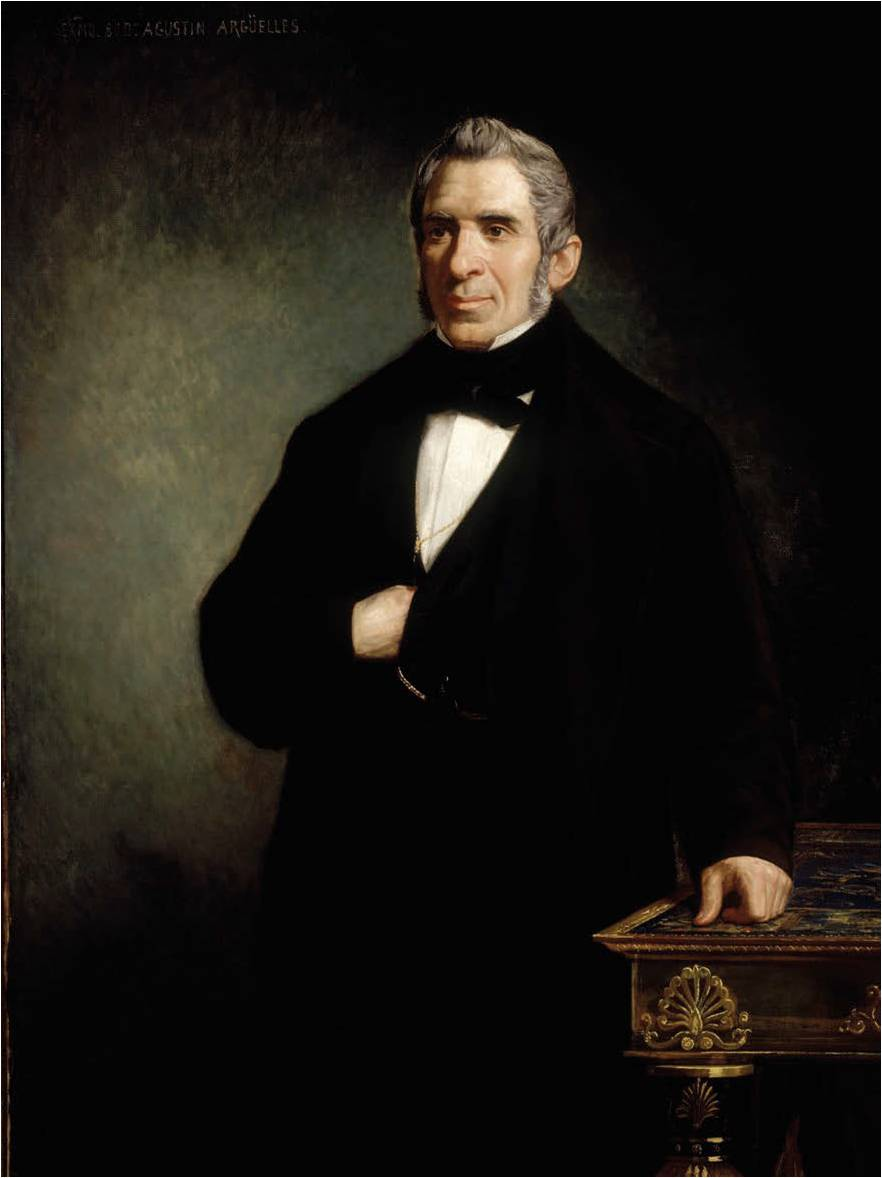
Агустин Аргуэльес.
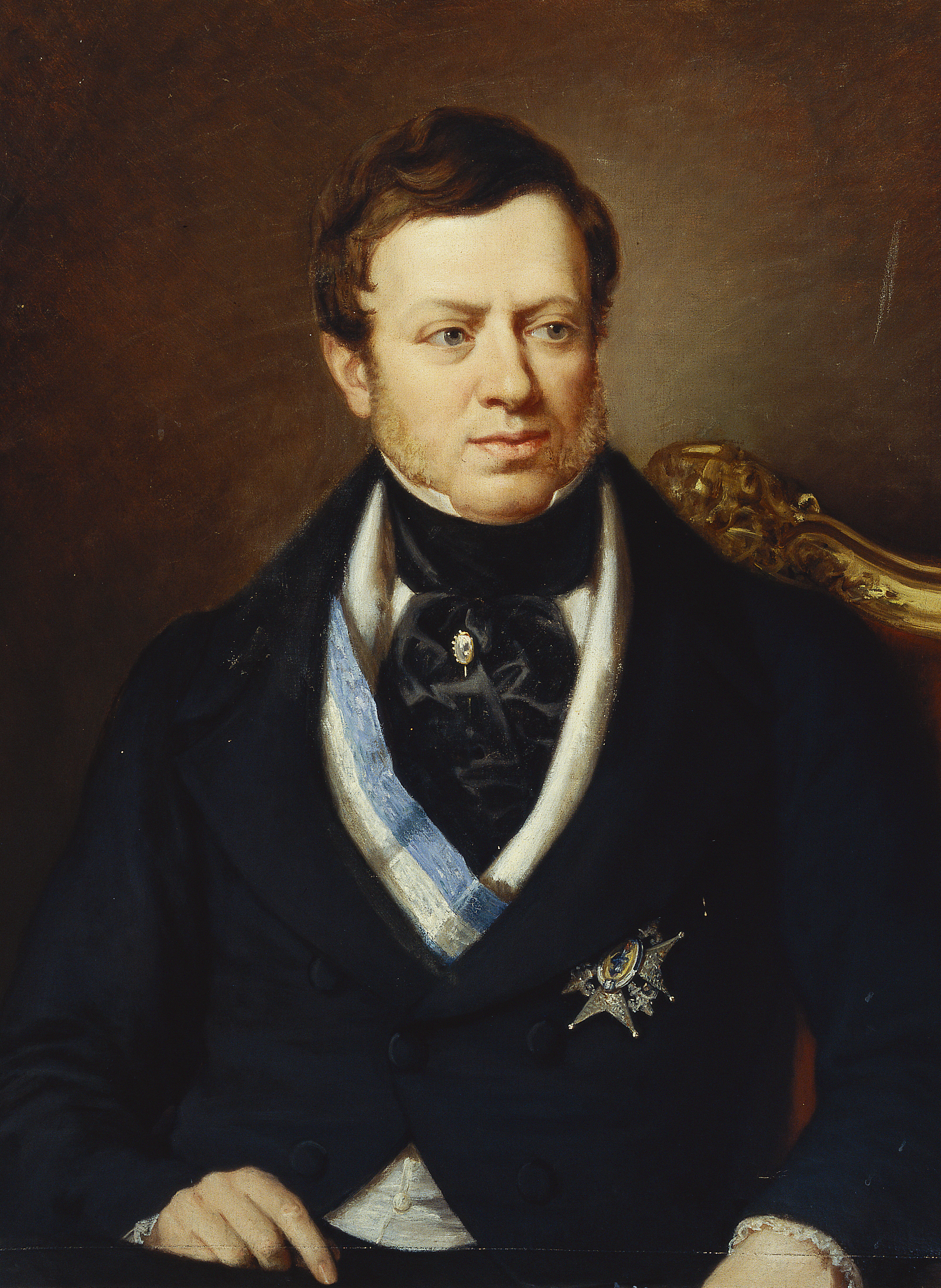
Граф де Торено.
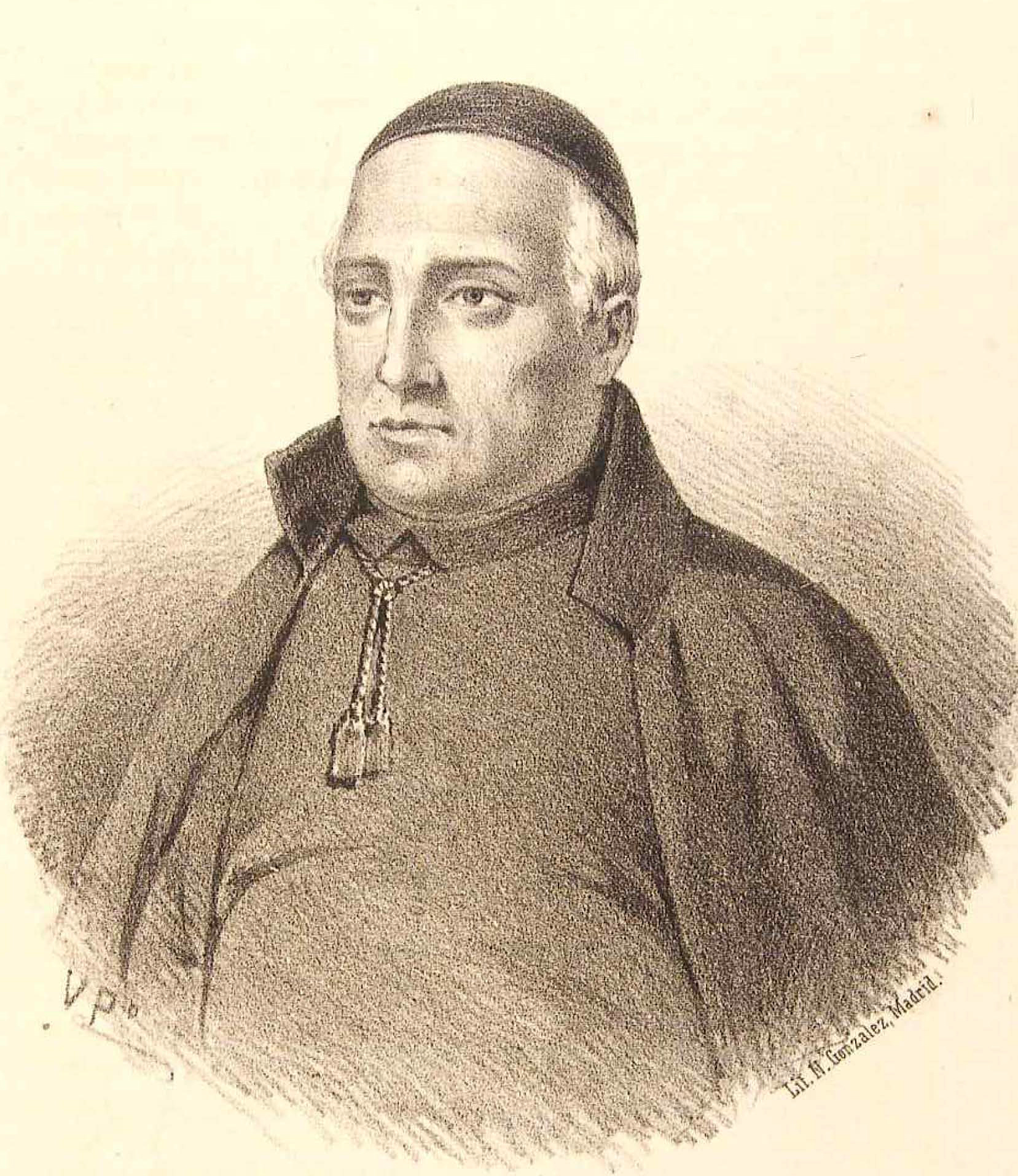
Диего Муньос Торреро[исп.].
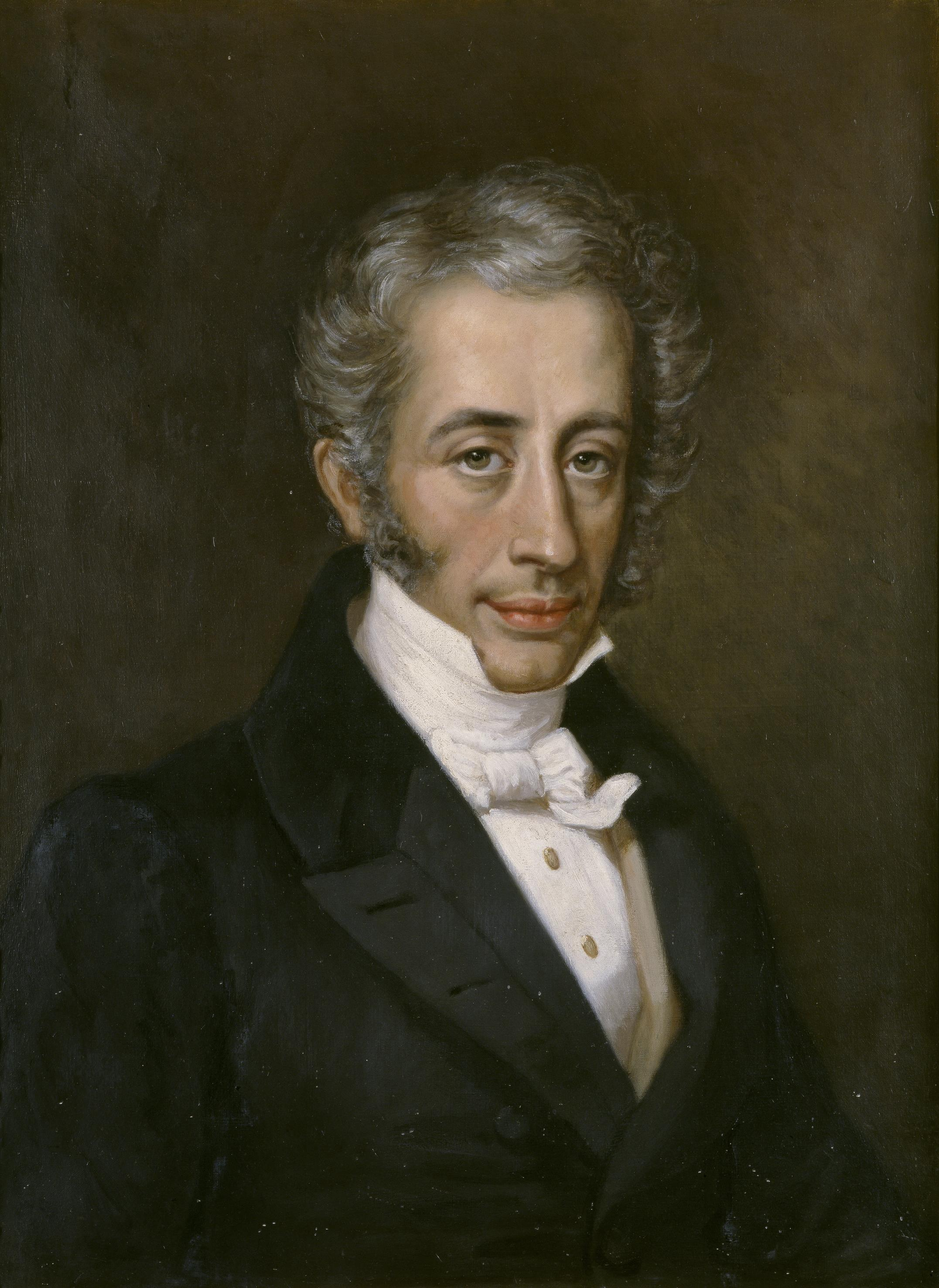
Франсиско Мартинес де ла Роса.